# Yankee Sullivan

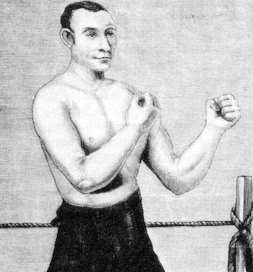
Yankee Sullivan

Yankee Sullivan (James Ambrose) nació el 10 de marzo de 1811 en Irlanda y murió el 31 de mayo de 1856, también fue conocido como Frank Murray y James Sullivan, fue un luchador y boxeador sin guantes. Fue campeón de boxeo desde el 12 de octubre de 1851 hasta 1853. Él se consideraba heredero del título de Tom Hyer pero perdió el título después en una pelea con John Morrissey.
| Predecesor: Tom Hyer | Campeón del mundo de los pesos pesados 1851–1853 | Sucesor: John Morrissey |

- Datos: Q8048783
- Multimedia: Yankee Sullivan / Q8048783